# خدرنق أنغولي
خدرنق أنغولي (الاسم العلمي: Cheiracanthium angolensis) هو نوع من العناكب يتبع جنس الخدرنق من الفصيلة العناكب الكيسية.